# Бушар, Лорен
Лорен Хэл Бушар (англ. Loren Bouchard; род. 10 октября 1969, Нью-Йорк) — американский мультипликатор, сценарист, продюсер, режиссер и композитор. Создатель мультсериалов «Закусочная Боба», «Люси — дочь дьявола» и «Центральный парк». Также вместе с Брендоном Смоллом является соавтором мультсериала «Домашнее видео» и исполнительным продюсером ситкома «Великий Север».

## Биография
Лорен Бушар родился в Нью-Йорке в семье Лоис Бушар, преподавателя английского языка, и Дэвида Бушара, учителя рисования. Лорен провёл своё детство в городе Медфорд (Массачусетс).

### Карьера
В 1993 году, когда Бушар работал барменом, он столкнулся с его учителем начальной школы, Томом Снайдером. Снайдер предложил ему поработать над несколькими короткометражными анимационными фильмами. После успеха короткометражных фильмов Бушар спродюсировал свой первый сериал «Доктор Катц». Сериал выходил на протяжении 6 сезонов с 1995 по 2000 год. Также Бушар спродюсировал один сезон мультсериала «Научный суд».
После завершения сериала «Доктор Катц», Бушар объединился с Брендом Смоллом для создания анимационного ситкома «Домашнее видео». В 2004 году, после завершения 4 сезона, сериал не был продлен на пятый сезон.
30 октября 2005 года вышел пилотный эпизод сериала «Люси — дочь дьявола» и только в сентябре 2007 года шоу дебютировало как еженедельное на канале Cartoon Network. Также Бушар выступал в роли продюсера-консультанта в «Шоу Рики Джервэйса».
В 2009 году Бушар вместе со сценаристом и продюсером мультсериала «Царь горы» Джимом Дотерайвом создали анимационный сериал «Закусочная Боба», сюжет которого рассказывает о семье Белчер, владеющей бургерной. Сериал выходит на канале Fox на протяжении 14 сезонов с 2011 года по настоящее время.
Сериал «Центральный парк» изначально планировался для показа на телеканале Fox, но в марте 2018 года Apple анонсировали о производстве двух сезонов сериала. Создателями музыкального мультсериала о семье, живущей в Центральном Парке, выступили Лорен Бушар, Нора Смит и Джош Гэд. В мае 2020 года сериал дебютировал на Apple TV+. Отличительной чертой персонажей, также как и в «Закусочной Боба», стало использование мужских голосов в роли женских персонажей. Актер Стэнли Тучи озвучил богатую владельцу отеля Битси Брэнденхэм, а Давид Диггз — её помощницу Хелен. В декабре 2023 года Джош Гэд объявил об отмене сериала после трех сезонов.
В сентябре 2018 года было анонсировано о создании сериала «Великий Север» от Венди и Лиззи Молинье, Минти Льюис с Лореном Бушар в роли исполнительного продюсера. Премьера мультсериала об отце-одиночке Бифе Тобине и его детях, живущих на Аляске, состоялась в феврале 2021 года на канале Fox.

## Личная жизнь
Бушар живёт в Лос Анджелесе с его женой Холли Кретчмар. Пара поженилась в сентябре 2006 года и имеет двух сыновей.

## Фильмография

### Сериалы
| Год                  | Название            | Создатель        | Роль (эпизоды)                                                              |
| -------------------- | ------------------- | ---------------- | --------------------------------------------------------------------------- |
| 1995—1999            | Доктор Кац          | Нет              | сценарист, продюсер, монтажёр (47 эпизодов)                                 |
| 1997                 | Научный суд         | Нет              | Продюсер и режиссер (12 episodes)                                           |
| 1999—2004            | Домашнее видео      | Да (52 эпизода)  | Сценарист, исполнительный продюсер, режиссер, соавтор музыкальной темы      |
| 2002                 | Мистер Бин          | Нет              | Актёр озвучивания (эпидоз: "Cat-Sitting/The Bottle ")                       |
| 2005—2007            | Люси — дочь дьявола | Да (11 эпизодов) | Сценарист, исполнительный продюсер, режиссер, композитор                    |
| 2007                 | Мой друг — обезьяна | Нет              | Актёр озвучивания (эпизод: «Flesh Fur Fantasy/Substitute Sweetheart»)       |
| 2010                 | Шоу Рики Джервэйса  | Нет              | Продюсер-консультант (1 сезон)                                              |
| 2011—настоящее время | Закусочная Боба     | Да               | Сценарист, соразработчик, исполнительный продюсер, композитор основной темы |
| 2020—2022            | Центральный парк    | Да               | Сценарист, исполнительный продюсер, композитор основной темы                |
| 2021—настоящее время | Великий север       | Нет              | Исполнительный продюсер                                                     |

### Фильмы
| Год  | Название               | Режиссер | Роль                                                          |
| ---- | ---------------------- | -------- | ------------------------------------------------------------- |
| 2022 | My Butt Has a Fever    | Да       | Короткометражный фильм; сценарист, продюсер, исполнитель      |
| 2022 | Закусочная Боба. Фильм | Да       | Сценарист, продюсер, музыкант, вокалист, музыкальный продюсер |